# Меч мечей
«Меч мечей» (кит. 神刀, буквальный перевод с китайского Божественный меч) — гонконгский драматический боевик производства студии братьев Шао. Картина входит в десятку самых кассовых фильмов на языке путунхуа 1968 года.

## Сюжет
Генерал династии Сун обладал мечом Солнца и Луны, чтобы победить захватчиков Ляо. Позже, во времена династии Мин, меч находится у Мэй Линчуня. Министр Шан Гуаньу узнаёт, что меч находится у него. Сообщник Гуаньу, Фан Шисюн, втирается в доверие к Линчуню, не раскрывая всю правду о себе. Когда Линчунь в тяжёлом состоянии из-за болезни, он разоблачает Шисюна с помощью проверки на преданность фальшивым мечом и завещает подлинный меч своему ученику Лин Чжэньсяо. Впоследствии Чжэньсяо берёт на себя миссию по доставке меча в королевский двор, даже при том, что его жену Бай Фэн похищают Шисюн и Гуаньу. Тем не менее двое твёрдо намерены заполучить меч, что приводит к убийству семьи Чжэньсяо, похищению Бай Фэн и ослеплению Чжэньсяо. Слепой фехтовальщик находит убежище у старушки, где он оттачивает искусство метания дротиков. Люди Шисюна отслеживают Чжэньсяо. Они пользуются слепотой Чжэньсяо и при атаке толкают близких Чжэньсяо людей. В результате фехтовальщик случайно их убивает. Но, тем не менее, ему удаётся истребить своих противников.

## В ролях
- Джимми Ван Юй — Лин Чжэньсяо
- Ли Цзин — Бай Фэн
- Шу Пэйпэй — Лин Гу
- Тянь Фэн — Фан Шисюн
- Хуан Цзунсюнь — Шан Гуаньу
- Цзин Мяо — Мэй Линчунь

## Съёмочная группа
- Компания: Shaw Brothers
- Исполнительный продюсер: Шао Жэньмэй[кит.]
- Режиссёр: Чэн Ган[кит.]
- Ассистент режиссёра: Хуан Юаньшэн
- Монтажёр: Цзян Синлун
- Гримёр: Фан Юань
- Художник: Чань Кинсам
- Дизайнер по костюмам: Камбер Хуан, Лэй Кхэй
- Оператор: Ли Ютан
- Композитор: Ван Фулин[кит.]